# Скуратовський Володимир Ілліч
Володимир Ілліч Скуратовський (28 квітня 1963 року, Дніпропетровськ — 2 червня 2016, Дніпро) — український композитор, поет, музикознавець, піаніст, педагог. Заслужений діяч мистецтв України (2016), член Національної Спілки композиторів України (2001), член Конгресу літераторів України (2006).

## Біографія
Народився 28 квітня 1963 року у Дніпропетровську в сім'ї педагога та лікаря. Вчитися грі на фортепіано почав у віці 7 років, водночас почали з'являтися перші юнацькі твори.
У 1978 році закінчує середню школу та вступає до Академічного музичного училища при Московській державній консерваторії імені Петра Чайковського. Там навчається одночасно на двох факультетах — історії і теорії музики та фортепіанному.
1982 року з відзнакою закінчує училище і вступає до Московської державної консерваторії імені Петра Чайковського на теоретико-композиторський факультет. Дипломну роботу на тему редакторської діяльності Миколи Римського-Корсакова пише під керівництвом професора, академіка Міжнародної Академії мистецтв Є. М. Левашева. Серед викладачів, у яких В. І. Скуратовський навчався, були Ю. А. Фортунатов, І. О. Барсова, А. С. Леман, Ю. М. Холопов, Є. В. Назайкінський, О. І. Кандинський, Є. М. Царьова, Б. К. Алексєєв, А. П. Агажанов, В. М. Холопова, А. М. Мясоєдов та інші.
У 1988 році закінчує консерваторію та за розподілом їде працювати викладачем музично-теоретичних дисциплін у Красноярській державній Академії музики та театру. За два роки повертається у Дніпропетровськ, де з 1991 року викладає у Дніпропетровському музичному училищі імені М. І. Глінки, а з 2005 року також стає старшим викладачем Дніпропетровської консерваторії (академії музики) ім. Глінки. У 1995 році стає одним з керівників молодіжного ансамблю скрипалів «Violino», де також працює концертмейстером та аранжувальником. З 1999 року — учасник фортепіанного квартету «Консонанс», для якого також створив багато аранжувань.
Водночас активно займається науково-музикознавчою діяльністю та бере постійну участь у міжнародних науково-практичних конференціях та форумах музикознавців, таких як: Міжнародна науково-практична конференція до 100-річчя від дня народження Ю. В. Келдиша (Москва, 2007); Міжнародна конференція «Опера у сучасному музичному театрі» (Москва, 2013); Міжнародний Форум музикознавців (Москва, 2014); Міжнародна конференція до 100-річчя від дня народження Г. В. Свиридова (Москва, 2015) та інші. Стає одним із ініціаторів організації та проведення у м. Дніпро Міжнародної науково-практичної конференції «Актуальні проблеми музикознавства», у якій також брав участь із 2010 по 2015 рік. Статті В. І. Скуратовського надруковано у великих наукових збірниках України (Київ, Дніпро) та Росії (Москва), а головним вектором його науково-дослідної роботи є оперна, симфонічна та хорова творчість українських та російських композиторів ХІХ — ХХ століть. Крім власних досліджень, здійснював наукове керівництво над роботами студентів, які брали участь у міжвузівських студентських конференціях.
У 2007 році став пошукачем наукового ступеню кандидата мистецтвознавства кафедри теорії та історії культури Національної музичної академії України (м. Київ). З 2009 до 2016 рр. — постійний ведучий творчих проектів Дніпровської консерваторії ім. Глінки, зокрема, Міжнародних музичних фестивалів «Музика без меж» .
Помер 2 червня 2016 року під час концерту в ДМШ № 6 м. Дніпро, де брав участь як ведучий та піаніст. ДМШ № 6 присвоєно ім'я Володимира Скуратовського. У 2018 році у ДМШ № 6 створено Інтерактивний музей Володимира Скуратовського.

### Сім‘я
Перша дружина — Катерина Костянтинівна Кареліна (нар. 1964), музикознавець. Дочка — Любомира Володимирівна Скуратовська (нар. 1986), хімік.
Друга дружина — Ольга Володимирівна Скуратовська (нар. 1972), музикознавець, педагог, співавтор проектів «Юна Опера», «Дитяча Філармонія». Дочка — Марія Володимирівна Скуратовська (нар. 1995), музикознавець, піаністка.

## Творчість

### Музика
Перу Володимира Скуратовського належать твори для симфонічного оркестру, хорові та камерно-інструментальні п‘єси, музика до драматичних спектаклів, фортепіанні та вокальні твори. У стилістиці його творів відчувається вплив традицій пізнього романтизму, яскрава театральність, а також деякі тенденції неокласицизму, пов'язані з відродженням та переосмисленням жанру старовинної сюїти. У деяких із його творів помітні пошуки в галузі українських національних елементів музичної мови, багато ідей також пов'язано з продовженням традицій російської музичної культури, зокрема, композиторів «Могутньої купки», епохи срібного віку, а також деякий вплив французьких імпресіоністів.
Твори Володимира Скуратовського активно виконуються на міжнародних фестивалях України, Росії, Італії та США, а також звучали в його авторських концертах та концертах його пам'яті.

## Список музичних творів

### Для симфонічного оркестру
- Два хореографічні малюнки до казки В. Шевчука «Пані квітів»: «Танець-скерцо» та «Примхливий вальс» (2000—2001)
- Сюїта «Погляд у минуле» (2002)
- «Ностальгічний диптих» (2007)

### Концерти
- «Маленький концерт» для скрипки з оркестром (2003)
- Концертино для тромбону з оркестром (2006)

### Хорові твори
- П'ять поем для хору a capella на вірші Лесі Українки (2004—2005)

### Камерно-інструментальні твори
- «Романтична соната» для альта та фортепіано (1988, друга редакція — 2005)
- Соната для туби та фортепіано (1988), редакція для тромбону та фортепіано (1997)
- Сюїта «Violino» для ансамблю скрипалів (1997)
- Соната для домри та фортепіано (1998)
- Вальс-скерцо для фортепіанного квартету (1999)
- «Маленький регтайм» для ансамблю скрипалів (2000)
- Старовинна сюїта для домри (скрипки) та фортепіано (2000)
- «Народний танець» для скрипки та фортепіано (2005)

### Музика до драматичних спектаклів
- Музика до комедії Лопе де Вега «Валенсіанська вдова» (1992)
- Музика до дитячої вистави В. Орлова «Шуршик» (1993)

### Для фортепіано
- Чотири прелюдії (1982)
- Альбом для дітей (1986—1988)
- Сюїта «Пам'яті Равеля» (1992—2005)

### Вокальні твори
- Вокальний цикл «Я повернувся додому» на вірші Л. Філатова (2000—2001)
- Вокальний цикл «Чотири фантазії для голосу та фортепіано» на вірші М. Лермонтова, М. Цвєтаєвої та А. Ахматової (2002—2003)
- Вокальний цикл «Память о солнце» на вірші А. Ахматової (2009—2011)
- Романси та пісні

### Підручники
- 200 диктантів з сольфеджіо (2005)
- Курс гармонії у завданнях та вправах (2005)

### Літературні збірники
- «Где ночуют облака» (2005)
- «Распахнутое небо над собой» (2010)
- «Между междометьями» (2016)

## Проекти
Спільно із дружиною Ольгою Скуратовською створив музично-педагогічний проект «Юна Опера», в якому силами студентів Дніпропетровського училища та консерваторії ім. Глінки та учнів музичних шкіл міста були поставлені вистави «Князь Ігор» О. П. Бородіна, «Снігуронька», «Ніч перед Різдвом», «Садко», «Сказання про невидимий град Китеж і діву Февронію» М. А. Римського-Корсакова та «Пікова дама» П. І. Чайковського (2007—2014). У рамках проекту було здійснено гастролі колективу містами України, Росії та Литви. Інноваційна діяльність колективу висвітлена у публікаціях науково-методичного журналу «Мистецтво у школі» (Москва).
Також подружжя Скуратовських заснувало авторську програму «Дитяча філармонія», в рамках якої діти віком від 2 до 10 років навчаються слухати класичну музику. Для дорослих Володимир Скуратовский проводив програми «Дискусійний клуб» та «Музична вітальня», де виступав як ведучий, солист і концертмейстер.
У 2003 році Володимир Скуратовський став керівником літературного проекту «Майстерня слова», в якому об'єдналися люди різних професій та віку, що бажали створювати літературні твори найрізноманітніших жанрів. У 2005 році було видано спільну збірку «Майстерні слова» під назвою «Где ночуют облака».
Брав активну участь у просвітницько-волонтерських проектах у Дніпрі: організовував концерти у Міській та Обласній бібліотеках, Національному технічному університеті, Єврейському Общинному центрі, будинках престарілих тощо.

## Звання
- Член Спілки композиторів України (2001)
- Заслужений діяч мистецтв України (2016)

## Пам'ять
На честь Володимира Скуратовського названо ДМШ № 6 м. Дніпра. 30 січня 2018 р. у ДМШ ім. В. Скуратовського відкрився Інтерактивний музей Володимира Скуратовського, а в 2023 році створено Віртуальний музей Володимира Скуратовського. З 2020 року існує YouTube-канал, де зберігається доробок композитора.
В 2024 році видано книгу «Володимир Скуратовський. Біографія. Статті. Спогади / редактори-упорядники: М. В. Скуратовська, О. В. Скуратовська». Вона містить найбільш повну біографію композитора, його власні статті та музикознавчі дослідження його творчості, що були зроблені вже після його смерті, спогади учнів, друзів та колег, інтерв'ю та хронологічну таблицю.
Музикознавчому осмисленню творчості Скуратовського було присвячено Круглий стіл «Незавершений діалог: Слово та Музика у творчості Володимира Скуратовського» сектору історії музики Державного інституту мистецтвознавства в Москві (2017), Науково-практичну конференцію в Дніпрі (2018), ІІ Всеукраїнську науково-практичну конференцію «Творча особистість — надія на майбутнє» в Дніпрі (2023) . Музика Скуратовського виконується на численних концертах пам'яті у Дніпрі, Києві, Харкові, Одесі, Кривому Розі, Запоріжжі, Москві, Ройтлінгені, Десау, Граці.